# Rizzoli and Isles
Rizzoli & Isles ou Rizzoli & Isles: Autopsie d'un meurtre, est une série télévisée américaine en 105 épisodes de 45 à 55 minutes, créée par Janet Tamaro (en) d'après les livres de Tess Gerritsen et diffusée entre le 12 juillet 2010 et le 5 septembre 2016 sur TNT aux États-Unis et depuis le 5 octobre 2010 sur Super Channel au Canada pour les six premières saisons, puis rediffusées à partir du 3 janvier 2012 sur Showcase.
En France, la série a été diffusée partiellement entre le 10 janvier 2011 et le 14 mars 2012 sur TPS Star, elle est diffusée du 25 février 2013 au 21 mai 2018 sur France 2. En Suisse, elle est diffusée depuis le 4 mars 2011 sur RTS Un, en Belgique depuis le 10 janvier 2012 sur La Une et au Québec depuis le 10 février 2012 sur Séries+.

## Synopsis
Jane Rizzoli, une enquêtrice de Boston, fait équipe avec le médecin légiste Maura Isles pour résoudre des crimes. Les deux bonnes amies avec des caractères complètement différents arrêtent les criminels les plus célèbres de Boston.

## Distribution

### Acteurs principaux
- Angie Harmon (VF : Juliette Degenne) : Détective Jane Rizzoli
- Sasha Alexander (VF : Ariane Deviègue) : Dr Maura Isles médecin légiste en chef du Commonwealth du Massachusetts
- Lee Thompson Young (VF : Raphaël Cohen) : Détective Barold « Barry » Frost (saisons 1 à 4)
- Jordan Bridges (VF : Fabrice Fara) : Agent puis détective Francesco « Frankie » Rizzoli Junior
- Bruce McGill (VF : Vincent Grass) : Détective puis sergent-détective Vince Korsak
- Lorraine Bracco (VF : Maïk Darah) : Angela Rizzoli
- Brian Goodman (en) (VF : Didier Cherbuy) : Lieutenant  Sean Cavanaugh (saisons 3 et 4 - récurrent saisons 1, 2 et 5)
- Idara Victor (VF : Fily Keita) : Nina Holiday (saisons 6 et 7 - récurrente saison 5)
- Adam Sinclair (en) (VF : Philippe Bozo) : Dr Kent Drake, médecin légiste adjoint  (saison 7 - récurrente saison 6)

Photos des acteurs principaux
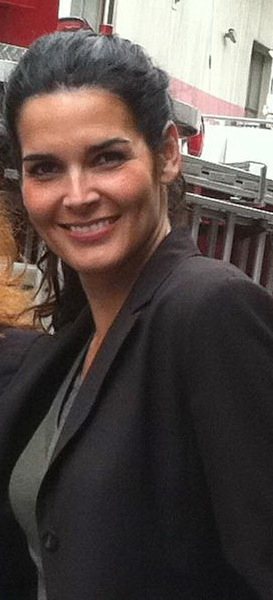
Angie Harmon (Détective Jane Rizzoli)
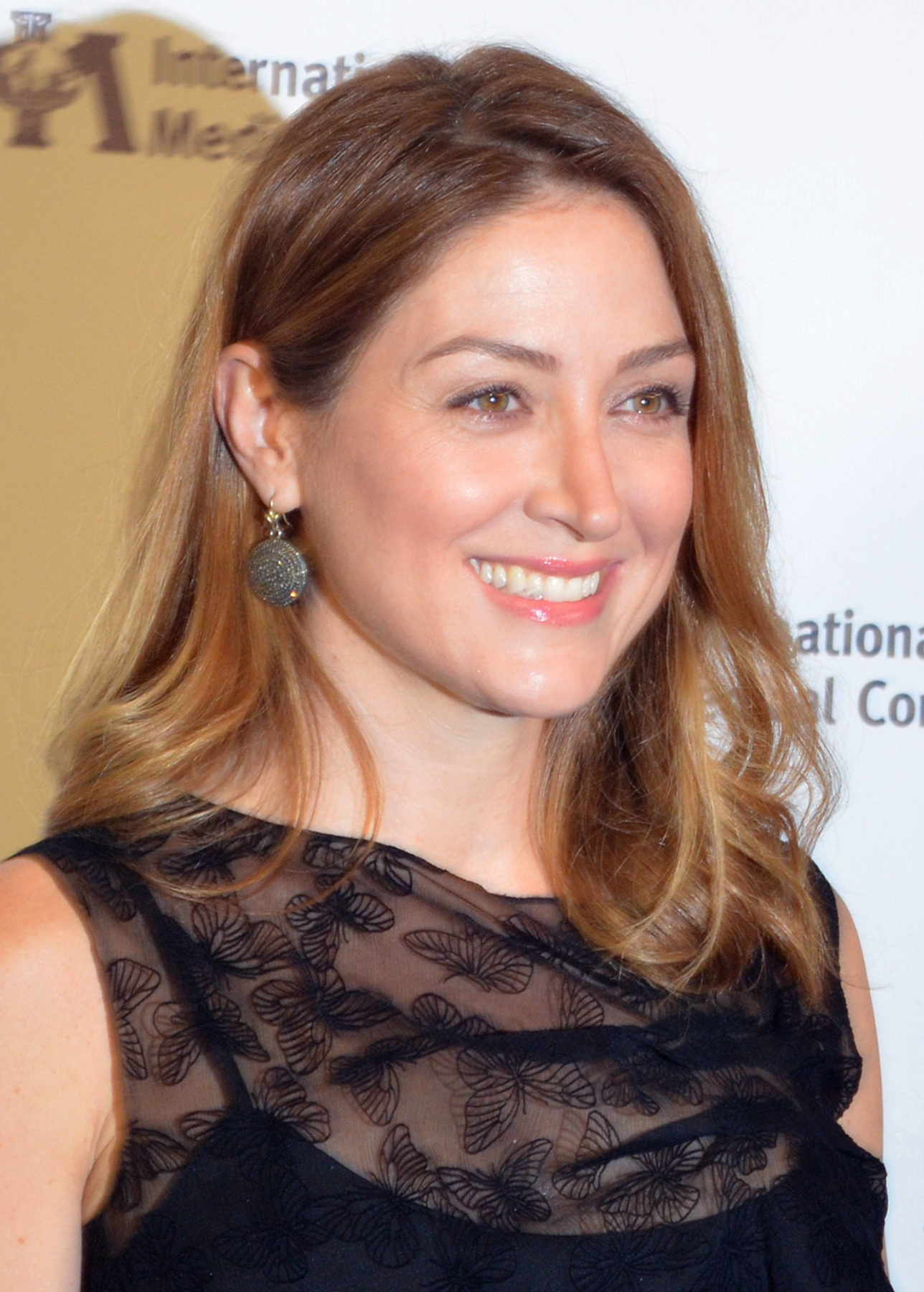
Sasha Alexander (Dr Maura Isles)
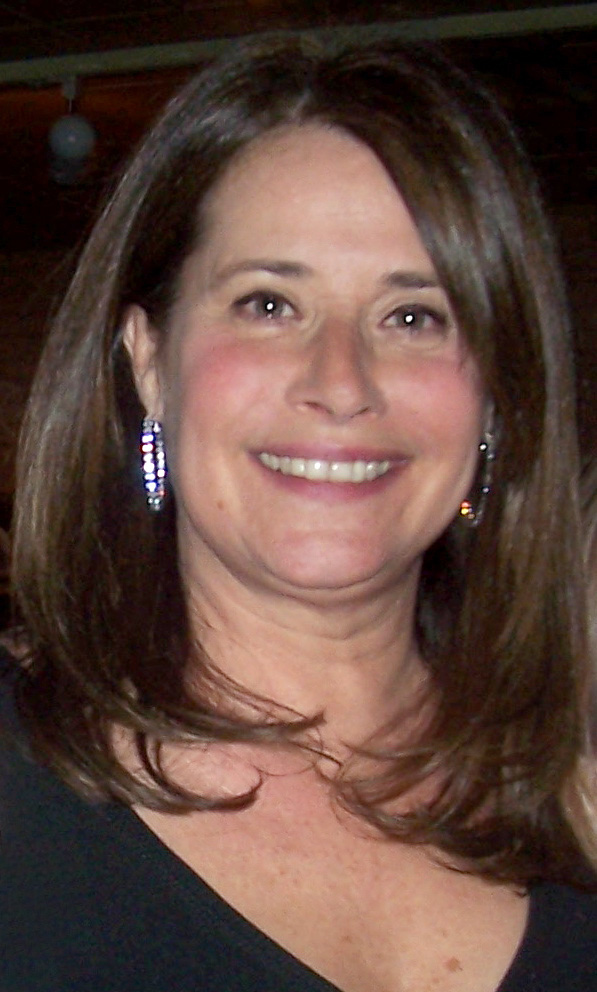
Lorraine Bracco (Angela Rizzoli)
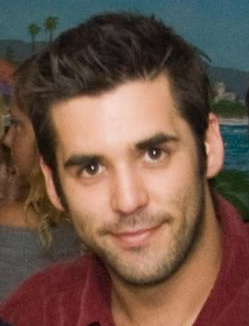
Jordan Bridges (Détective Francesco "Frankie" Rizzoli Junior)
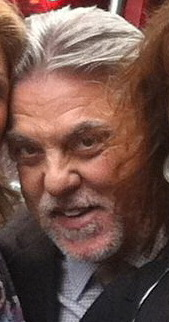
Bruce McGill (Sergent-Détective Vince Korsak)

### Acteurs récurrents
- Chazz Palminteri (VF : Philippe Dumond) : Frank Rizzoli Senior
- Colin Egglesfield (VF : Sébastien Desjours) : Tommy Rizzoli (depuis la saison 2)
- Tina Huang (VF : Sophie Arthuys, puis Marion Billy) : Susie Chang (saisons 2 à 6)
- Chris Vance (VF : Guillaume Lebon) : Lieutenant-Colonel puis colonel Charles « Casey » Jones (saisons 2 à 4)
- Billy Burke (VF : Pierre Tessier) : Gabriel Dean (saisons 1 à 3)
- Michael Massee (VF : David Krüger) : Dr « Doctor » Charles Hoyt (saisons 1, 2 et 4)
- Omar Dorsey (VF : Stéphane Pouplard) : Big Mo (saisons 1 et 3)
- Darryl Alan Reed (VF : Serge Faliu) : Rondo (saisons 1 à 4)
- John Doman (VF : Patrick Floersheim) : Patrick « Paddy » Doyle (saisons 1 à 4)
- Alan Rachins (VF : Marc Perez) : Stanley (saisons 2 à 4)
- Matthew Del Negro (VF : Constantin Pappas) : Giovanni Gilberti (saisons 2 à 4)
- Jacqueline Bisset (VF : Perrette Pradier) : Constance Isles (saisons 2 et 3)
- Ed Begley Jr. (VF : Gabriel Le Doze) : Dr T. Pike (saisons 2 et 3)
- Sharon Lawrence (VF : Pascale Vital) : Dr Hope Martin (saisons 3 et 4)
- Emilee Wallace (VF : Camille Donda) : Cailin Martin (saisons 3 et 4)
- Alexandra Holden (VF : Anne Mathot) : Lydia Sparks (saisons 3 et 4)
- Jaime Collaco : Officier Garcia (saison 5-présent)
- Christina Chang (VF : Géraldine Asselin) : Kiki (saison 6-présent)
- Mark Deklin (VF : Mathieu Buscatto) : Cameron Davies (saison 7)

### Invités
- Crystal Reed : Natalie (épisode 4, saison 1)
- Raphael Sbarge : Mr. Davis (épisode 4, saison 1)
- Warren Kole : Sumner Fairfield (épisode 5, saison 1)
- Mark-Paul Gosselaar : Garrett Fairfield  (épisode 5, saison 1)
- Brenda Strong : Mel Randall-Gaynor (épisode 6, saison 1)
- Missi Pyle : La barman (épisode 6, saison 1)
- Scottie Thompson : Lola  (épisode 8, saison 1)
- Annie Wersching : Nicole Mateo (épisode 4, saison 2)
- Elaine Hendrix : Gina Young (épisode 5, saison 2)
- Taylor Kinney : Jessie Ward (épisode 5, saison 2)
- Cameron Monaghan : Jonathan McKenna  (épisode 5, saison 2)
- Arden Cho : Lee (épisode 8, saison 2)
- Jesse Soffer : Jacob Wilson (épisode 10, saison 2)
- Glen Powell : Graham Randall (épisode 10, saison 2)
- Roselyn Sanchez : Valerie Delgado (épisode 11, saison 2)
- Teddy Sears : Rory Graham (épisode 13, saison 2)
- Candice Patton : Mrs. Avery (épisode 3, saison 3)
- David DeLuise : Dominick Bianchi (épisode 7, saison 3)
- Daniella Alonso : Riley Cooper (épisode 8 et 10, saison 3)
- Rita Volk : Lea Babic (épisode 8, saison 3)
- Shawn Pyfrom : Bradley Palmer (épisode 12, saison 3)
- Sandy Martin : Kendra Dee (épisode 13, saison 3)
- Sammi Hanratty : Chloé (épisode 7, saison 4)
- Gina Rodriguez : Lourdes Santana (épisode 10, saison 4)
- Doug Savant : Roger Thorson (épisode 11, saison 4)
- Jamie Bamber : Paul Wescourt (épisode 12 et 13, saison 5)
Version française
  - Société de doublage : TVS[6],[7]
  - Direction artistique : Catherine Brot[7]
  - Adaptation des dialogues : Christophe Sagniez et Julien Delaneuville[7]

 Source et légende : version française (VF) sur RS Doublage et Doublage Séries Database

## Production

### Développement
Le projet a débuté en mars 2008. Le pilote a été commandé en octobre 2009.
Le casting a débuté en octobre 2009, dans cet ordre : Angie Harmon, Sasha Alexander, Bruce McGill, Jordan Bridges et Lee Thompson Young puis en novembre, Lorraine Bracco.
Satisfaite, TNT commande dix épisodes à la mi-janvier 2010.
Le 30 juillet 2010, la série a été renouvelée pour une deuxième saison de quinze épisodes.
Le 5 août 2011, la série a été renouvelée pour une troisième saison de quinze épisodes.
En mars 2012, après avoir été récurrent au cours des deux premières saisons, Brian Goodman (en) est promu à la distribution principale.
Le 29 juin 2012, la série a été renouvelée pour une quatrième saison de seize épisodes.
Le 15 août 2013, la série a été renouvelée pour une cinquième saison de dix-huit épisodes.
Le 19 août 2013, l'acteur Lee Thompson Young s'est suicidé. Il avait tourné toutes ses scènes de la quatrième saison. Un hommage lui est rendu dans le premier épisode de la cinquième saison.
Le 9 décembre 2014, la série a été renouvelée pour une sixième saison de dix-huit épisodes.
Le 23 juillet 2015, la série a été renouvelée pour une septième et dernière saison de treize épisodes.

### Tournage
Censée se situer à Boston, la série est en réalité entièrement tournée à Hollywood, en studio concernant les scènes d'intérieur, et dans les rues de Los Angeles pour ce qui est des scènes d'extérieur.

### Fiche technique
Sauf indication contraire, les informations mentionnées dans cette section peuvent être confirmées par la base de données cinématographiques IMDb,  présente dans la section « Liens externes ».
- Titre original et français : Rizzoli and Isles
- Création : Janet Tamaro (en), inspirée des livres de Tess Gerritsen
- Réalisation : Jan Nash (Showrunner), Mark Haber, Norman Buckley, Michael M. Robin, Adam Arkin, Arvin Brown, Mark Haber, Matt Penn, Michael Zinberg, Nelson McCormick, Roxann Dawson et Kate Woods
- Scénario : Janet Tamaro (en), Russ Grant, Ken Hanes, Ron McGee, Sal Calleros, Ted Sullivan et Jan Nash
- Direction artistique : Christopher Marsteller
- Costumes : Robert Blackman (en), Shoshana Rubin, Billy Ray McKenna
- Photographie : Anthony Hardwick, Patrick Cady, Peter B. Kowalski, Frank Perl, Ronald Víctor García et Rob Sweeney
- Caméra : Arri Alexa, Red One MX
- Montage : Lance Luckey, David Siegel, Mark Strand et Jeff Granzow
- Musique : James S. Levine et Josh Klein
- Production : Janet Tamaro (en), Bill Haber, Joel Fields (exécutifs)
- Société de production : Warner Horizon Television
- Société de distribution : Turner Network Television, KVH Media Group et Radio-télévision belge de la Communauté française (RTBF)
- Pays d'origine :  États-Unis
- Langue originale : anglais
- Format : couleur - 16:9 HDTV - son Dolby Digital
- Genre : Policier
- Durée : 45 à 55 minutes

## Épisodes
La série est composée de 105 épisodes, répartis sur 7 saisons.

## Univers de la série

### Les personnages

#### Personnages principaux
Jane Clémentine Rizzoli (Angie Harmon)
Détective dans la police de Boston, elle enquête sur des homicides. C'est une femme indépendante, impulsive et confiante. C'est un garçon manqué, qui a du mal à assumer son côté féminin, ce qui préoccupe énormément sa mère Angela. Elle est très proche de son frère, Frankie, qui est aussi policier. Sa relation avec son petit frère, Tommy est particulière, ils ont du mal à s'entendre. On apprend dans la saison une, qu'il est en prison pour avoir renversé un prêtre avec sa voiture. Sa meilleure amie est le docteur Maura Isles, médecin légiste en chef de l’Etat du Massachusetts. Elles passent beaucoup de temps ensemble, sur leur lieu de travail et en dehors. Jane Rizzoli a eu une expérience traumatisante avec un tueur en série, « Le Chirurgien », alias Charles Hoyt. En tentant de sauver une des victimes de Hoyt, elle est attrapée par Hoyt qui l'épingle au sol par des scalpels, d'où ses cicatrices au centre de ses paumes. Celui qui la sauve de cette situation est Korsak, son partenaire d'équipe, on apprend dans le pilote qu'elle a changé d'équipe à la suite de cet événement et que son partenaire d'aujourd'hui est Frost. Elle adopte un chien dans le pilote, qu'elle nomme Jo Friday. Son deuxième prénom est Clémentine.
Dr Maura Dorthea  Isles (Sasha Alexander)
Expert médecin légiste, sa meilleure amie est Jane Rizzoli ,elle l’aide dans ses enquêtes. Maura est socialement maladroite, voire bizarre comme la qualifie Jane. Elle a souvent des ennuis avec ses prétendants en raison de son honnêteté brutale car elle révèle toutes leurs conditions médicales. Elle ne peut pas mentir, car sinon elle fait de l'hyperventilation ; elle est toujours habillée comme une « gravure de mode », dixit Jane. Maura Isles est enfant unique et a été adoptée par la famille Isles, une famille aisée et noble. Au lycée, ses camarades la surnommaient « Maura-Mort-aux-Rats » et aujourd'hui, sur son lieu de travail, ses collègues la surnomment « La Reine des Morts ». Jane et Maura sont très différentes l'une de l'autre, possédant des caractères totalement opposés, mais elles sont tout de même des amies proches. Dans la première saison, Maura découvre que son père biologique est un tueur à gage irlandais connu et recherché par la police, nommé Paddy Doyle. Par ailleurs, elle a comme animal de compagnie une tortue nommée Bass.
Barry Frost (Lee Thompson Young)
Partenaire d'équipe de Jane Rizzoli, il intègre l'équipe après la dissolution de l'équipe Korsak/Rizzoli. Il est très protecteur envers Jane et très loyal mais il a du mal à s'entendre avec l'ancien partenaire de Jane Rizzoli, Korsak. Barry Frost est un expert en informatique et nouvelles technologies mais il ne supporte pas la vue du sang et est terrifié par les cadavres. Lors de la saison 2, on apprend qu'il a une relation conflictuelle avec son père qui est amiral dans la marine américaine. Il meurt dans le premier épisode de la saison 5 à la suite d'un accident de voiture. L'équipe aura du mal à se remettre de sa mort.
Frankie Rizzoli, Jr. (Jordan Bridges)
Frère de Jane et Tommy Rizzoli, c'est le cadet des enfants Rizzoli. Il est devenu aussi policier au grand désespoir de sa mère, et il prend sa sœur comme modèle mais il n'aime pas être dans son ombre et souhaite se faire sa propre carrière dans la police.
Vince Korsak (Bruce McGill)
C'est le premier partenaire de Jane Rizzoli, qui le voit comme son mentor. Il n'hésite pas à montrer son agacement à plusieurs reprises concernant l'équipe que forment Rizzoli et Frost et ne s'empêche pas de faire des remarques et des plaisanteries à Frost concernant sa phobie des cadavres. Korsak est très protecteur vis-à-vis de Jane, et la considère comme sa propre fille. On apprend dans le pilote que c'est lui qui a sauvé Jane de Hoyt lorsqu'il l'a capturée et que c'est l’événement qui a changé leur relation.
Angela Rizzoli (Lorraine Bracco)
Mère de Jane, Frankie et Tommy. Elle est mariée à Frank Senior. Angela est femme au foyer, adore s'occuper des déjeuners de ses enfants ou arranger des rendez-vous galants pour Jane. C'est une mère italienne qui surprotège ses enfants. Au milieu de la saison 1, elle commence à travailler à temps partiel en tant que commerciale pour les jus de fruits Miracle Juice (en référence au régime jus). Elle et Frank Sr divorceront et Angela va vivre dans la maison d'amis de Maura

#### Personnages récurrents
Susie Chang (Tina Huang)
C'est l'assistante de Maura au labo de Boston. Susie a aidé Maura et Jane sur de nombreuses affaires. Susie se fera malheureusement tuer dans la saison 6 où le tueur veut la faire passer pour une personne véreuse mais l'équipe arrive à prouver le contraire et à trouver l'assassin.
Charles Hoyt (Michael Massee)
C'est un tueur en série, surnommé « Le Chirurgien ». On l'a nommé ainsi pour son mode opératoire : il tue ses victimes avec un scalpel. Il est fasciné par Jane, depuis le jour où elle a été sauvée par Korsak. Depuis qu'il est derrière les barreaux, son seul souhait est de ressortir pour pouvoir tuer Jane. C'est une menace permanente pour elle. Dans l'épisode pilote de la série, on apprend qu'il a formé un apprenti pour atteindre Jane. Il forme souvent des disciples pour arriver à ses fins.
Gabriel Dean (Billy Burke)
C'est un agent du FBI qui intervient dans la saison une pour résoudre l'affaire de Charles Hoyt. Très vite, il s'établit une relation affective entre Jane Rizzoli et Gabriel Dean. Il revient souvent dans la vie de Jane, comme dans l'épisode 8 de la saison 1, où il dit à Jane qu'il souhaite sortir avec elle et il couche avec dans le premier épisode de la troisième saison, ce qui provoque des problèmes à Jane avec les Affaires Internes du BPD.
Tommy Rizzoli (Colin Egglesfield)
C'est le frère de Jane et Frankie. C'est le benjamin de la famille Rizzoli, contrairement à Jane et Frankie, il ne souhaite pas être dans la police comme eux et est indiscipliné. Il est d'ailleurs en prison pour avoir renversé un prêtre avec sa voiture. Il retourne auprès de sa famille durant la saison 2, dans laquelle il sera au sein d'histoires rocambolesques avec son père et Maura Isles.
Constance Isles (Jacqueline Bisset)
C'est la mère adoptive de Maura Isles. C'est une artiste contemporaine, qui voyage souvent dans le monde pour présenter ses œuvres ou pour assister à des galas de bienfaisance. Maura et elle ont du mal à communiquer, étant donné leurs caractères peu sociables et réservés.
Patrick « Paddy » Doyle (John Doman)
C'est le père biologique de Maura Isles et un membre important de la mafia irlandaise à Boston. Il est un tueur à gages recherché par la police et le FBI. On découvre dans l'épisode 9 de la saison 1 qu'il a toujours assisté aux événements importants de la vie de Maura, même s'il est resté dans l'ombre (il a par exemple assisté à toutes les cérémonies de remises de diplômes de Maura)
Frank Rizzoli Senior (Chazz Palminteri)
C'est le père de Jane, Frankie, et Tommy. Il a sa propre entreprise de plombiers, « Rizzoli & Sons ».
Dr Hope Martin (Sharon Lawrence)
Mère biologique de Maura, elle est persuadée que sa fille est morte peu de temps après sa naissance, alors que Patrick Doyle, le père, l'a emmenée pour la faire adopter. Maura refuse de lui avouer qui elle est.